# پیمان پاریس (۱۸۱۴)

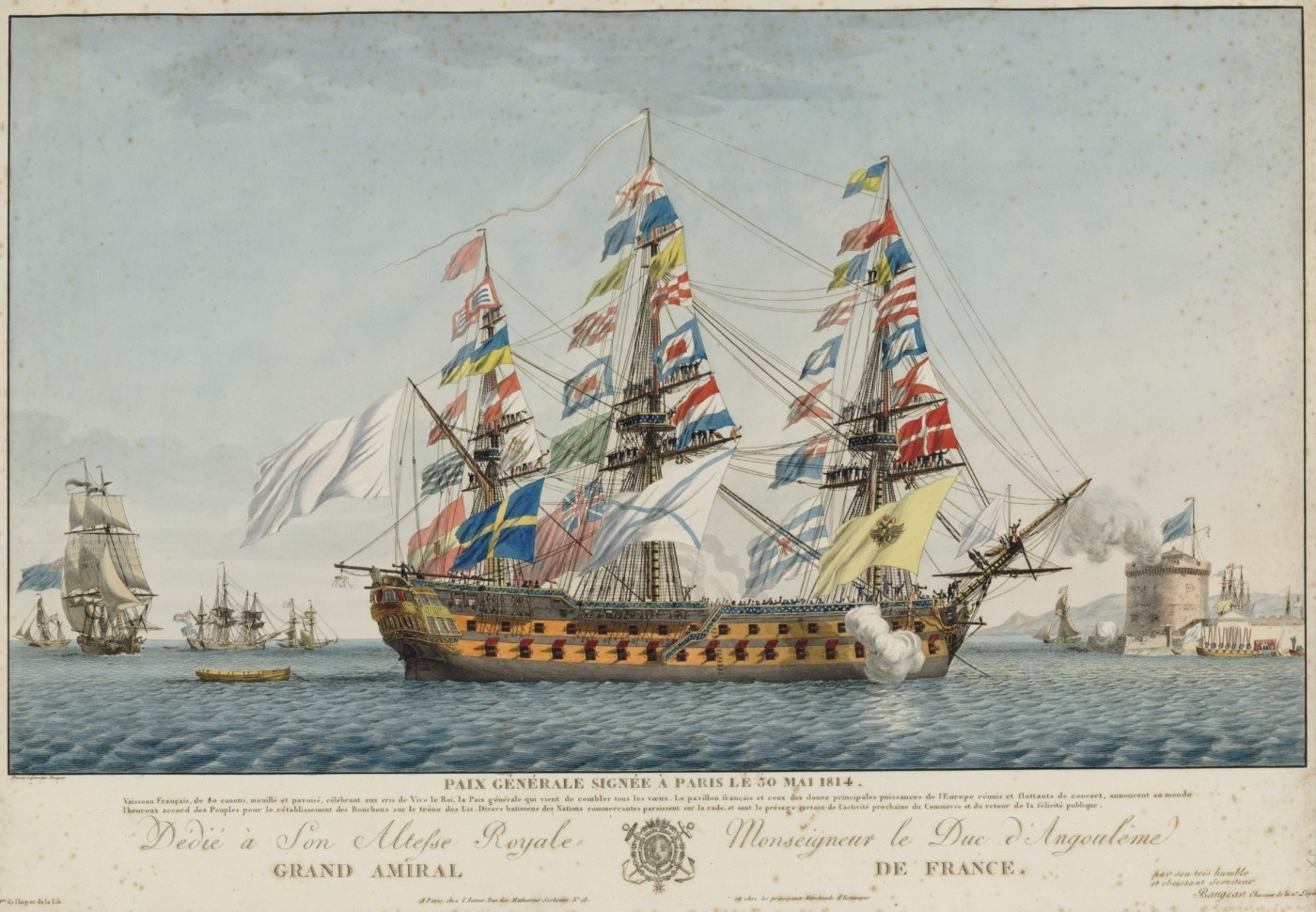
پانوشت تصویر فوق که در زمان خلق این تصویر توسط خالق تصویر نوشته شده است؛

پیمان پاریس (۱۸۱۴) به پیمانی گفته می‌شود که در ۳۰ مه ۱۸۱۴ میلادی، بین ائتلاف ششم و فرانسه شکست خورده، امضاء شد. این پیمان به جنگ‌های ناپلئونی پایان داد. ائتلاف ششم شامل کشورهای امپراتوری روسیه، پادشاهی پروس، امپراتوری اتریش، بریتانیا، سوئد، پادشاهی اسپانیا، پادشاهی پرتغال و بخش‌هایی از ایالت‌های آلمان بود.

## پیامدهای پیمان
در این پیمان مرزهای فرانسه در محدوده سال ۱۷۹۲ میلادی از سوی ائتلاف ششم به رسمیت شناخته شد.
ناپلئون بناپارت به جزیره الب در ایتالیا تبعید شد و نظام پادشاهی در فرانسه با بازگشت خاندان بوربون‌ها به فرانسه بازگشت. لوئی هجدهم نیز توانست با کمک شارل تالیران نخست‌وزیر و مذاکره‌کننده فرانسه بر تخت پادشاهی فرانسه تکیه زند.